# Leopold Immanuel Rückert
Leopold Immanuel Rückert, född den 1 februari 1797 i Grosshennersdorf vid Herrnhut i Oberlausitz, död den 9 april 1871 i Jena, var en tysk teolog.
Rückert erhöll sin första uppfostran och undervisning vid herrnhutskolan i Niesky, prästvigdes 1817 och blev 1819 diakonus i sin födelseförsamling. Han utnämndes 1825 till subrektor och 1840 till konrektor vid gymnasiet i Zittau. Efter flera fruktlösa försök att vinna anställning som akademisk lärare fick han omsider 1844 kallelse till en teologisk professur i Jena. Bland hans många arbeten kan nämnas kommentarer till Pauli brev (1831-37), hans stora spekulativ-systematiska verk Theologie (2 band, 1851-52), Das Abendmahl (Nattvard) (1856), Büchlein von der Kirche (1857) och Der Rationalismus (1859).